# Partido Socialdemócrata y Laborista
El Partido Socialdemócrata y Laborista (SDLP, en inglés: Social Democratic and Labour Party, en irlandés: Páirtí Sóisialta Daonlathach an Lucht Oibre) es uno de los dos grandes partidos nacionalistas de Irlanda del Norte. Durante el Conflicto de Irlanda del Norte, el SDLP fue el partido nacionalista más votado en Irlanda del Norte, pero desde el alto el fuego del IRA, ha perdido votos en favor de su principal rival político nacionalista, el Sinn Féin.
Durante el Conflicto, el partido se distinguió del Sinn Féin fundamentalmente por su rechazo a la violencia para alcanzar las metas de los nacionalistas, mientras que el Sinn Féin apoyaba los métodos del IRA.
El SDLP está afiliado a la Internacional Socialista. Es también miembro del Partido de los Socialistas Europeos.
El partido actualmente está liderado por Colum Eastwood. Tiene 2 parlamentarios en la Cámara de los Comunes y 8 miembros en la Asamblea de Irlanda del Norte. El partido no acepta nombramientos a la Cámara de los Lores.

## Elecciones a la Asamblea de Irlanda del Norte
| Elecciones | Líder            | # de votos   | % de votos | Escaños | +/-         |
| ---------- | ---------------- | ------------ | ---------- | ------- | ----------- |
| 1973       | Gerry Fitt       | 159 773 (#2) | 22,1%      | 19/78   | Nuevo       |
| 1975       | Gerry Fitt       | 156 049 (#2) | 23,7%      | 17/78   | 2           |
| 1982       | John Hume        | 118 891 (#3) | 18,8%      | 14/78   | 3           |
| 1996       | John Hume        | 160 786 (#2) | 21,4%      | 21/110  | 7           |
| 1998       | John Hume        | 177 963 (#1) | 22,0%      | 24/108  | 3           |
| 2003       | Mark Durkan      | 117 547 (#4) | 17,0%      | 18/108  | 6           |
| 2007       | Mark Durkan      | 105 164 (#3) | 15,2%      | 16/108  | 2           |
| 2011       | Margaret Ritchie | 94 286 (#3)  | 14,25%     | 14/108  | 2           |
| 2016       | Colum Eastwood   | 83 368 (#4)  | 12,00%     | 12/108  | 2           |
| 2017       | Colum Eastwood   | 95 958 (#4)  | 11,90%     | 12/90   | Sin cambios |
| 2022       | Colum Eastwood   | 78 237 (#5)  | 9,1%       | 8/90    | 4           |